# Kotar (mitologia)
Kotar, Kautar ou Chusor era o deus canaanita da metalurgia, senhor de feitiços e encantamentos. Construiu um palácio para o deus Baal e forjou as armas para a luta contra o deus-mar Jamm.